# 蕎麦殻

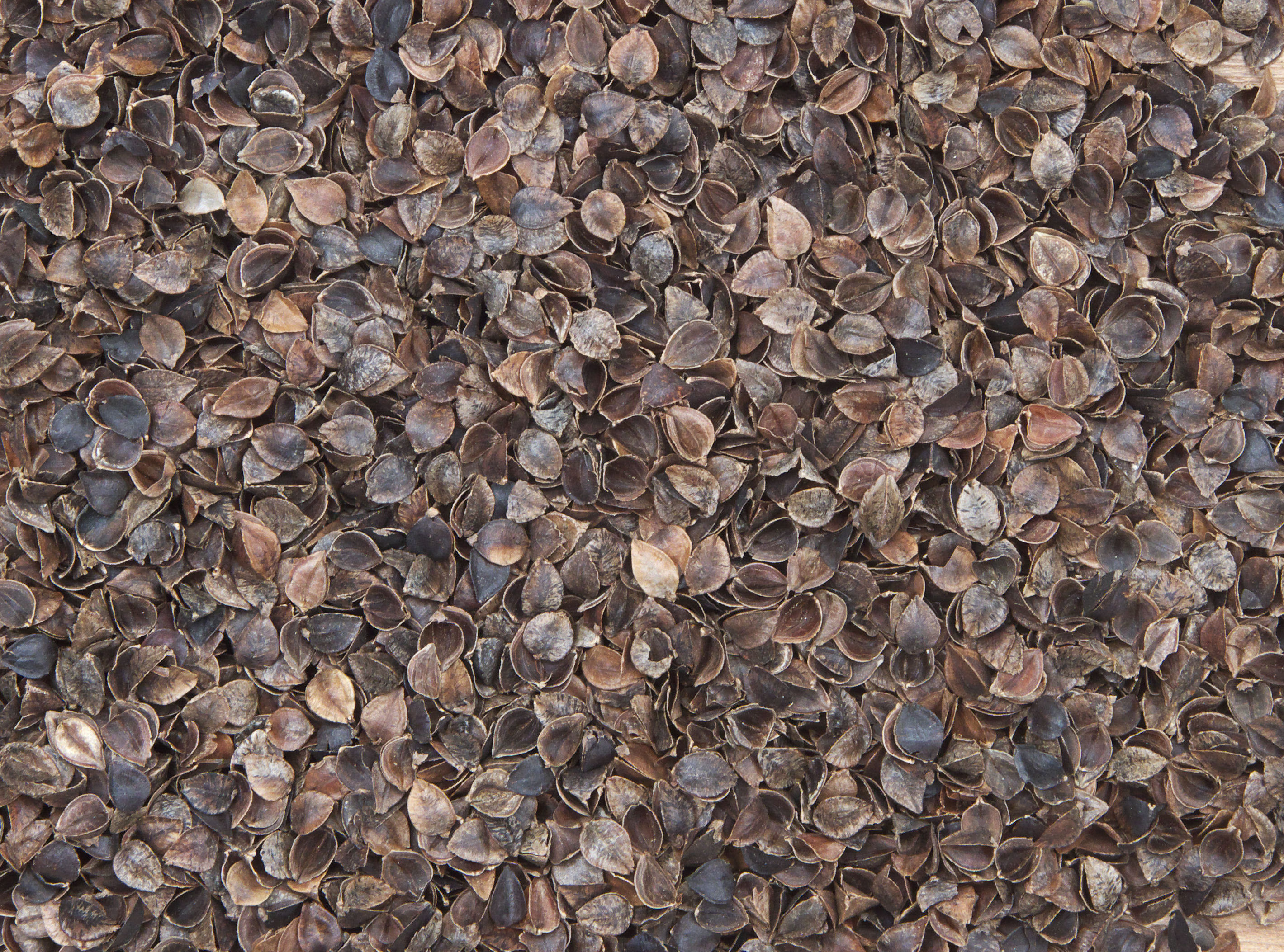
蕎麦殻

蕎麦殻（そばがら）は、ソバを収穫し数日間天日で乾燥させ、ソバの実を取り去った後に残った殻を言う。
蕎麦粉を精製するときに、実とともに引いて風味を出す場合もある。
寝具の枕の中身として使われることが多い。近年は蕎麦アレルギー他の理由で、蕎麦殻枕の需要は伸びていない。そのため、多くが産廃として処分され、その有効利用が課題となっている。例えば、蕎麦殻燻炭として土壌改良材として利用されたり、菌床の添加剤として茸栽培に用いられる。最近は、バイオ燃料利用のために家畜用の飼料トウモロコシ他が高騰して以来、その代替自給飼料として、利用されている。